# Richard Carapaz
Richard Antonio Carapaz Montenegro (El Carmelo, 29 mei 1993) is een Ecuadoraans wielrenner die in 2023 voor EF Education-EasyPost rijdt. Hij is de gewezen olympisch kampioen wielrennen op de weg.

## Carrière

### 2013
In 2013 won Carapaz het Pan-Amerikaanse kampioenschap op de weg bij de beloften door met een voorsprong van bijna twee minuten op Isaac Bolívar solo als eerste over de finish te komen. Bolívar was de enige die binnen tien minuten na Carapaz wist te finishen en van het totale aantal deelnemers reden slechts tien renners de wedstrijd uit. 

### 2016
In 2016 wist Carapaz als stagiair bij Movistar Team derde te worden in het jongerenklassement van de Ronde van Toscane. Mede hierdoor kreeg hij een profcontract aangeboden.

### 2017
Zijn debuut voor het enige Spaanse team op het hoogste niveau maakte Carapaz in de Ronde van de Algarve van 2017, waar hij in de vijfde etappe opgaf. In maart deed hij mee om de winst in de GP Industria & Artigianato: hij werd, achter Adam Yates, tweede in een sprint met zes renners. In mei van dat jaar werd hij zesde in het eindklassement van de Ronde van Madrid en vierde in dat van de Ronde van Castilië en León. Later in 2017 debuteerde Carapaz in de Ronde van Spanje, zijn eerste grote ronde. Hier eindigde hij als 36ste in het eindklassement.

### 2018
In 2018 won Carapaz de Ronde van Asturië en reed hij ook de Ronde van Italië. Met zijn overwinning in de achtste etappe werd hij de eerste Ecuadoraan in de geschiedenis die een etappe wist te winnen in een grote ronde. In het eindklassement van de Giro behaalde hij de vierde plaats. 

### 2019
In 2019 won hij in Verona voor het eerst in zijn carrière een grote ronde door het eindklassement te winnen van de Ronde van Italië en is daarmee de eerste Ecuadoriaan die een grote ronde gewonnen heeft. Carapaz is overigens de eerste Ecuadoraan die überhaupt deelnam aan achtereenvolgens de Ronde van Spanje, Ronde van Italië en Ronde van Frankrijk.

### 2020
In 2020 maakte Carapaz een transfer naar het Britse Team INEOS, hetgeen hem tot de tien best betaalde renners van het peloton maakte. In de Ronde van Frankrijk van dat jaar speelde de aanvalslustige Carapaz geen rol van betekenis in het eindklassement. Als vluchter werd hij tweemaal tweede, waarvan één keer achter een eigen ploegmaat. In de Ronde van Spanje zagen we een betere Carapaz die dicht bij de eindwinst kwam. Hij strandde op 24 seconden van Roglič. 

### 2023
In 2023 maakt Carapaz de overstap naar het Amerikaanse team EF Education-EasyPost. Het hoofddoel van zijn seizoen was de Ronde van Frankrijk. Echter tijdens de eerste etappe kwam Carapaz ten val. Als gevolg van een kleine breuk in zijn linkerknieschijf kon de kopman van EF Education-EasyPost niet van start gaan in de volgende etappe.

## Overwinningen
2010
 Ecuadoraans kampioen op de weg, Junioren
2013
Jongerenklassement Ronde van Guatemala
 Pan-Amerikaans kampioen op de weg, Beloften
2017
Jongerenklassement Route du Sud
2018
2e etappe Ronde van Asturië
Eindklassement Ronde van Asturië
8e etappe Ronde van Italië
2019
2e etappe Ronde van Asturië
Eind- en puntenklassement Ronde van Asturië
4e en 14e etappe Ronde van Italië
 Eindklassement Ronde van Italië
2020
3e etappe Ronde van Polen
2021
5e etappe Ronde van Zwitserland
Eindklassement Ronde van Zwitserland
 Olympisch kampioenschap op de weg in Tokio
2022
 Ecuadoraans kampioen tijdrijden, Elite
6e etappe Ronde van Catalonië
12e, 14e en 20e etappe Ronde van Spanje
2023
 Ecuadoraans kampioen op de weg
Mercan’Tour Classic Alpes-Maritimes
2024
 Ecuadoraans kampioen tijdrijden
4e etappe Tour Colombia
Punten- en bergklassement Tour Colombia
4e etappe Ronde van Romandië
17e etappe Ronde van Frankrijk
Bergklassement Ronde van Frankrijk
Prijs van de strijdlust Ronde van Frankrijk
2025
11e etappe Ronde van Italië

## Resultaten in voornaamste wedstrijden
| Jaar | Ronde van Italië | Ronde van Frankrijk | Ronde van Spanje |
| ---- | ---------------- | ------------------- | ---------------- |
| 2017 |                  |                     | 36e              |
| 2018 | 4e (1)           |                     | 18e              |
| 2019 | ↑ (2)            |                     |                  |
| 2020 |                  | 13e                 | ↑                |
| 2021 |                  | ↑                   | opgave           |
| 2022 | ↑                |                     | 14e (3)          |
| 2023 |                  | opgave              |                  |
| 2024 |                  | 17e (1)             | 4e               |
| 2025 | ↑ (1)            |                     |                  |

| Jaar | Amstel Gold Race | Luik-Bast.‑Luik | Ronde van Lombardije | Strade Bianche | Clásica San Sebastián | Waalse Pijl |  | WK op de weg |  | Wereldranglijsten |
| ---- | ---------------- | --------------- | -------------------- | -------------- | --------------------- | ----------- |  | ------------ |  | ----------------- |
| 2017 |                  |                 |                      | 58e            | 56e                   |             |  |              |  | 273e (UWT)        |
| 2018 |                  |                 |                      |                |                       |             |  | 71e          |  | 54e (UWT)         |
| 2019 |                  |                 |                      | 62e            |                       |             |  | opgave       |  | 24e (UWR)         |
| 2020 |                  |                 | 13e                  |                |                       |             |  | 22e          |  | 11e (UWR)         |
| 2021 | 28e              | uitgesl.        |                      |                |                       | 9e          |  |              |  | 10e (UWR)         |
| 2022 |                  |                 |                      |                |                       |             |  |              |  | 21e (UWR)         |
| 2023 |                  |                 | 8e                   |                |                       |             |  |              |  | 96e (UWR)         |
| 2024 | 51e              | 26e             |                      | 70e            |                       | 13e         |  |              |  | 17e (UWR)         |
| 2025 |                  |                 |                      | 78e            |                       |             |  |              |  |                   |

### Resultaten in kleinere rondes
| Jaar | Parijs-Nice | Tirreno-Adriatico | Ronde van Catalonië | Ronde van het Baskenland | Ronde van Romandië | Critérium du Dauphiné | Ronde van Zwitserland | Ronde van Polen |
| ---- | ----------- | ----------------- | ------------------- | ------------------------ | ------------------ | --------------------- | --------------------- | --------------- |
| 2017 |             |                   |                     |                          | 38e                | 44e                   |                       |                 |
| 2018 | 11e         |                   |                     |                          |                    |                       |                       | 12e             |
| 2019 |             | 20e               | 26e                 |                          |                    |                       |                       |                 |
| 2020 |             |                   |                     |                          |                    |                       |                       | opgave (1)      |
| 2021 |             |                   | 21e                 | 19e                      |                    |                       | ↑ (1)                 |                 |
| 2022 |             | opgave            | ↑ (1)               |                          |                    |                       |                       | 22e             |
| 2023 |             |                   | 51e                 | opgave                   |                    | 36e                   |                       |                 |
| 2024 |             | opgave            |                     |                          | 7e (1)             |                       | opgave                |                 |
| 2025 |             | 18e               | 10e                 |                          |                    |                       |                       |                 |

(*) tussen haakjes aantal individuele etappeoverwinningen

## Ploegen
- 2016 –  Strongman Campagnolo Wilier (tot 31-3)
- 2016 –  Movistar Team (stagiair vanaf 28-7)
- 2017 –  Movistar Team
- 2018 –  Movistar Team
- 2019 –  Movistar Team
- 2020 –  Team INEOS
- 2021 –  INEOS Grenadiers
- 2022 –  INEOS Grenadiers
- 2023 –  EF Education-EasyPost
- 2024 –  EF Education-EasyPost
- 2025 –  EF Education-EasyPost

Amador · Anacona · Arcas · Betancur · Castroviejo   · Dowsett · Erviti · Fernández · Jesús Herrada · José Herrada · G. Izagirre · J. Izagirre · Lobato · Malori · D. Moreno · J. Moreno · Oliveira · Pedrero · D. Quintana · N. Quintana · Rojas · Soler · Sutherland · Sütterlin · Valverde · Ventoso · Visconti  · Carapaz (stagiair)
Amador · Anacona · Arcas · Barbero · Bennati · Betancur · Bico · Carapaz · Carretero · Castroviejo   · de la Parte · Dowsett · Erviti · Fernández · Jesús Herrada · José Herrada · Izagirre · Malori · Moreno · Oliveira · Pedrero · D. Quintana · N. Quintana · Rojas · Soler · Sutherland · Sütterlin · Valverde
Amador · Anacona · Arcas · Barbero · Bennati · Betancur · Bico · Carapaz · Carretero · Castrillo · de la Parte · Erviti · Fernández · Landa · Oliveira · Pedrero · D. Quintana · N. Quintana · Rojas · Rosón · Sepúlveda · Soler · Sütterlin · Valls · Valverde 
Amador · Anacona · Arcas · Barbero · Bennati · Betancur · Carapaz · Carretero · Castrillo · Erviti · Fernández · Landa · Mas · Oliveira · Pedrero · Prades · Quintana · Roelandts · Rojas · Rosón · Sepúlveda · Soler · Sütterlin · Valls · 
Valverde  · Verona
Amador · Basso · Bernal · Carapaz  · Castroviejo · Dennis   · Doull · Dunbar · Froome · Ganna   · Geoghegan Hart · Gołaś · Hayter · Henao · Kiryjenka (t/m 31 januari) · Knees · Kwiatkowski · Lawless · Moscon · Narváez · Puccio · Rivera · Rodriguez · Rowe · Sivakov · Sosa · Stannard · Swift · Thomas · Van Baarle · Wurf (vanaf 1 februari)
Amador · Van Baarle · Basso · Bernal · Carapaz  · Castroviejo · De Plus · Dennis · Doull · Dunbar · Ganna     · Geoghegan Hart · Gołaś · Hayter · Henao · Kwiatkowski · Martínez · Moscon · Narváez · Pidcock (vanaf 1 februari) · Porte ·  Puccio · Rivera · Rodriguez · Rowe · Sivakov · Sosa · Swift · Thomas · Wurf · Yates · Plapp (stagiair)
Amador · Bernal · Carapaz  · Castroviejo · De Plus · Dunbar · Fraile · Ganna   · Geoghegan Hart · E. Hayter · Heiduk · Kwiatkowski · Martínez · Narváez · Pidcock · Plapp · Porte ·  Puccio · Rivera · Rodriguez · Rowe · Sheffield · Sivakov · Swift · Thomas · Tulett · Turner · Van Baarle · Viviani · Wurf · Yates · L. Hayter (stagiair)
Amador · Bettiol · Bissegger   · Caicedo · Camargo · Carapaz · Carr · Carthy · Cepeda · Chaves · Cort · de Bod · Doull · Eiking · Healy · Honoré · Keukeleire · Kudus · Padun · Piccolo · Powless · Quinn · Rutsch · Scully · Shaw · Steinhauser · Urán · J. van den Berg · M. van den Berg · Wiśniowski · van der Lee (stagiair)
Amador · Beloki · Bettiol(tot 14/8) · Bissegger · Carapaz · Carr · Carthy · Cepeda · Chaves · Costa · de Bod · Doull · Healy · Honoré · Nerurkar · Piccolo(tot 21/6) · Powless · Quinn · Rafferty · Rootkin-Gray · Rutsch · Ryan · Shaw · Steinhauser · Sweeny · Todome · Urán · Valgren · van den Berg · van der Lee · Hlady (stagiair) · Lovidius (stagiair)
1896: Aristidis Konstantinidis · 
1912: Rudolph Lewis · 
1920: Harry Stenqvist · 
1924: Armand Blanchonnet · 
1928: Henry Hansen · 
1932: Attilio Pavesi · 
1936: Robert Charpentier · 
1948: José Beyaert · 
1952: André Noyelle · 
1956: Ercole Baldini · 
1960: Viktor Kapitonov · 
1964: Mario Zanin · 
1968: Pierfranco Vianelli · 
1972: Hennie Kuiper · 
1976: Bernt Johansson · 
1980: Sergej Soechoroetsjenkov · 
1984: Alexi Grewal · 
1988: Olaf Ludwig · 
1992: Fabio Casartelli · 
1996: Pascal Richard · 
2000: Jan Ullrich · 
2004: Paolo Bettini · 
2008: Samuel Sánchez · 
2012: Aleksandr Vinokoerov · 
2016: Greg Van Avermaet ·
2020: Richard Carapaz ·
2024: Remco Evenepoel
- Virtual International Authority File: 20164187218518201053